# Dendrobium crassiflorum
Dendrobium crassiflorum är en orkidéart som beskrevs av Johannes Jacobus Smith. Dendrobium crassiflorum ingår i släktet Dendrobium, och familjen orkidéer. Inga underarter finns listade i Catalogue of Life.